# 亘理郡
- 令制国一覧 > 東山道 > 磐城国 > 亘理郡
- 日本 > 東北地方 > 宮城県 > 亘理郡

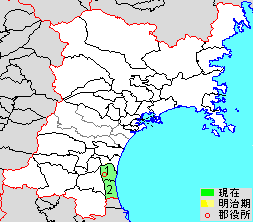
宮城県亘理郡の範囲（1.亘理町 2.山元町）

亘理郡（わたりぐん）は、宮城県（陸奥国・磐城国）の郡。
人口43,793人、面積138.18km²、人口密度317人/km²。（2025年2月1日、推計人口）
以下の2町を含む。
- 亘理町（わたりちょう）
- 山元町（やまもとちょう）

## 郡域
1878年（明治11年）に行政区画として発足した当時の郡域は、上記2町のほか岩沼市の一部（吹上・吹上西・阿武隈・大昭和など）を加えた区域にあたる。

## 人口
現市町村界での国勢調査人口の推移（単位：人）を以下に示す。

## 歴史
古代は曰理郡と表記された。

### 近世以降の沿革
- 幕末の時点では陸奥国に所属し、全域が南方郡奉行亘理代官所（小堤村）管轄の仙台藩領であった。「旧高旧領取調帳」に記載されている明治初年時点での村は以下の通り。若干の混交はあるが、本藩領1村（小山）、大條氏知行地2村余（坂元・真庭および高瀬のうち笠野浜・新浜）を除く23村の大部分が亘理伊達氏の知行地であった。

坂元本郷、小堤村、吉田村、長瀞村、八手庭村、大平村、小平村、鷲足村、山寺村、浅生原村、高瀬村、真庭村、高須賀村、鹿島村、高屋村、鷺屋村、蕨村、榎袋村、神宮寺村、上郡村、下郡村、田沢村、十文字村、牛袋村、中泉村、小山村
- 明治元年
  - 9月24日（1868年11月8日） - 仙台藩主伊達慶邦が薩長軍に降伏。全領土62万石を没収される。
  - 12月7日（1869年1月19日） - 陸奥国が分割され、本郡は磐城国の所属となる。
  - 12月24日（1869年2月5日） - 刈田郡白石城に転封された白石藩主南部氏（旧盛岡藩主）の所領となる。
- 明治2年
  - 8月7日（1869年9月12日） - 南部氏の盛岡復帰により、旧白石藩領を以て白石県を設置。
  - 11月27日（1869年12月29日） - 白石県が角田県に改称。
- 明治4年11月2日（1871年12月13日） - 第1次府県統合により仙台県の管轄となる。
- 明治5年
  - 1月8日（1872年2月16日） - 仙台県が宮城県に改称。
  - 4月9日（1872年6月10日） - 大区小区制の施行により、宇多郡と共に宮城県第19大区となる。

| 宮城県第19大区（全8小区。亘理郡1～6・宇多郡） | 宮城県第19大区（全8小区。亘理郡1～6・宇多郡）                            |
| 小区                                          | 所属村                                                                   |
| --------------------------------------------- | ------------------------------------------------------------------------ |
| 小1区                                         | 牛袋村、榎袋村、上郡村、下郡村、小山村、鷺屋村、十文字村、田沢村、中泉村 |
| 小2区                                         | 高須賀村、高屋村、蕨村                                                   |
| 小3区                                         | 小堤村、鹿島村、神宮寺村                                                 |
| 小4区                                         | 吉田村、長瀞村、八手庭村、大平村、小平村                                 |
| 小5区                                         | 鷲足村、山寺村、浅生原村、高瀬村                                         |
| 小6区                                         | 坂元本郷、真庭村                                                         |

- 明治7年（1874年）4月 - 区の再編により、伊具郡・宇多郡と共に宮城県第10大区となる。

| 宮城県第10大区（全14小区。伊具郡・宇多郡・亘理郡10～14） | 宮城県第10大区（全14小区。伊具郡・宇多郡・亘理郡10～14） |
| 小区                                                     | 所属村                                                   |
| -------------------------------------------------------- | -------------------------------------------------------- |
| 小10区                                                   | 坂元本郷、真庭村（＋宇多郡：福田村、真弓村、埒木崎村）   |
| 小11区                                                   | 大平村、小平村、鷲足村、山寺村、浅生原村、高瀬村         |
| 小12区                                                   | 小堤村、鹿島村、長瀞村、吉田村、八手庭村                 |
| 小13区                                                   | 牛袋村、上郡村、下郡村、小山村、神宮寺村、田沢村、中泉村 |
| 小14区                                                   | 高須賀村、榎袋村、高屋村、鷺屋村、十文字村、蕨村         |

- 明治9年（1876年）4月22日 - 磐前県の管轄となる。
- 明治9年（1876年）8月21日 - 第2次府県統合により宮城県に復帰する。
- 明治9年（1876年）11月 - 区の再編により、刈田郡・柴田郡・伊具郡と共に宮城県第1大区となる。

| 宮城県第1大区（全9小区。刈田郡・柴田郡・伊具郡・亘理郡8～9） | 宮城県第1大区（全9小区。刈田郡・柴田郡・伊具郡・亘理郡8～9）                                                       |
| 小区                                                         | 所属村 |
| ------------------------------------------------------------ | --- |
| 小8区                                                        | 小堤村、長瀞村、吉田村、八手庭村、大平村、小平村、鷲足村、山寺村、浅生原村、高瀬村、真庭村、坂元本郷               |
| 小9区                                                        | 高須賀村、牛袋村、榎袋村、鹿島村、高屋村、上郡村、下郡村、小山村、鷺屋村、十文字村、神宮寺村、田沢村、中泉村、蕨村 |

- 明治11年（1878年）10月21日 - 郡区町村編制法の宮城県での施行により、行政区画としての亘理郡が発足。「伊具亘理郡役所」が伊具郡角田本郷に設置され、同郡とともに管轄。同日大区小区制を廃止。

### 町村制以降の沿革

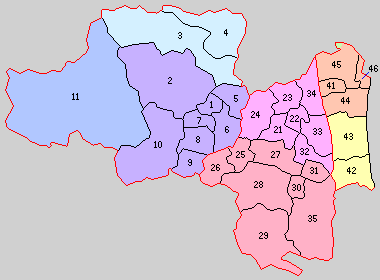
41.亘理町 42.坂元村 43.山下村 44.吉田村 45.逢隈村 46.荒浜村 （橙：亘理町 黄：山元町 緑：岩沼市。1 - 11は刈田郡 21 - 35は伊具郡）

- 明治22年（1889年）4月1日 - 町村制の施行により、以下の町村が発足[4]。（1町5村）
  - 亘理町（小堤村が単独町制。現・亘理町）
  - 坂元村 ← 坂元本郷、真庭村（現・山元町）
  - 山下村 ← 八手庭村、大平村、小平村、鷲足村、山寺村、浅生原村、高瀬村（現・山元町）
  - 吉田村 ← 吉田村、長瀞村（現・亘理町）
  - 逢隈村 ← 牛袋村、榎袋村、鹿島村、高屋村、上郡村、下郡村、小山村、鷺屋村、十文字村、神宮寺村[5]、田沢村、中泉村、蕨村（現・亘理町）
  - 荒浜村（高須賀村が改称の上、単独村制。現・亘理町）
- 明治27年（1894年）4月1日 - 郡制を施行。単独の亘理郡役所が亘理町に設置。
- 大正12年（1923年）4月1日 - 郡会が廃止。郡役所は存続。
- 大正15年（1926年）7月1日 - 郡役所が廃止。以降は地域区分名称となる。
- 昭和10年（1935年）時点での当郡の面積は138.26平方km、人口は34,039人（男16,776人・女17,263人）[6]。
- 昭和18年（1943年）4月29日 - 荒浜村が町制施行して荒浜町となる。（2町4村）
- 昭和22年（1947年）1月11日 - 逢隈村のうち阿武隈川北岸の部分（吹上地区[7]、2.44平方km）が名取郡岩沼町に編入。
- 昭和30年（1955年）2月1日 （2町）
  - 亘理町・荒浜町・吉田村・逢隈村が合併し、改めて亘理町が発足。
  - 山下村・坂元村が合併して山元町が発足。

### 変遷表
| 明治22年以前 | 明治22年以前 | 明治22年4月1日 | 明治22年 - 昭和29年                | 昭和30年 - 昭和39年    | 昭和40年 - 昭和64年   | 平成元年 - 現在 | 現在   |
| ------------ | ------------ | -------------- | ---------------------------------- | ---------------------- | --------------------- | --------------- | ------ |
| 小堤村       | 小堤村       | 亘理町         | 亘理町                             | 昭和30年2月1日 亘理町  | 亘理町                | 亘理町          | 亘理町 |
| 高須賀村     | 高須賀村     | 荒浜村         | 昭和18年4月29日 町制 荒浜町        | 昭和30年2月1日 亘理町  | 亘理町                | 亘理町          | 亘理町 |
| 吉田村       | 吉田村       | 吉田村         | 吉田村                             | 昭和30年2月1日 亘理町  | 亘理町                | 亘理町          | 亘理町 |
| 長瀞村       |              | 吉田村         | 吉田村                             | 昭和30年2月1日 亘理町  | 亘理町                | 亘理町          | 亘理町 |
| 小山村       | 小山村       | 逢隈村         | 逢隈村                             | 昭和30年2月1日 亘理町  | 亘理町                | 亘理町          | 亘理町 |
| 牛袋村       |              | 逢隈村         | 逢隈村                             | 昭和30年2月1日 亘理町  | 亘理町                | 亘理町          | 亘理町 |
| 榎袋村       |              | 逢隈村         | 逢隈村                             | 昭和30年2月1日 亘理町  | 亘理町                | 亘理町          | 亘理町 |
| 鹿島村       |              | 逢隈村         | 逢隈村                             | 昭和30年2月1日 亘理町  | 亘理町                | 亘理町          | 亘理町 |
| 高屋村       |              | 逢隈村         | 逢隈村                             | 昭和30年2月1日 亘理町  | 亘理町                | 亘理町          | 亘理町 |
| 上郡村       |              | 逢隈村         | 逢隈村                             | 昭和30年2月1日 亘理町  | 亘理町                | 亘理町          | 亘理町 |
| 下郡村       |              | 逢隈村         | 逢隈村                             | 昭和30年2月1日 亘理町  | 亘理町                | 亘理町          | 亘理町 |
| 鷺屋村       |              | 逢隈村         | 逢隈村                             | 昭和30年2月1日 亘理町  | 亘理町                | 亘理町          | 亘理町 |
| 十文字村     |              | 逢隈村         | 逢隈村                             | 昭和30年2月1日 亘理町  | 亘理町                | 亘理町          | 亘理町 |
| 神宮寺村     |              | 逢隈村         | 逢隈村                             | 昭和30年2月1日 亘理町  | 亘理町                | 亘理町          | 亘理町 |
| 田沢村       |              | 逢隈村         | 逢隈村                             | 昭和30年2月1日 亘理町  | 亘理町                | 亘理町          | 亘理町 |
| 蕨村         |              | 逢隈村         | 逢隈村                             | 昭和30年2月1日 亘理町  | 亘理町                | 亘理町          | 亘理町 |
| 中泉村       | その他       | 逢隈村         | 逢隈村                             | 昭和30年2月1日 亘理町  | 亘理町                | 亘理町          | 亘理町 |
| 中泉村       | 吹上 地区    | 逢隈村         | 昭和22年1月11日 名取郡岩沼町に編入 | 昭和30年11月1日 岩沼町 | 昭和46年4月1日 岩沼市 | 岩沼市          | 岩沼市 |
| 八手庭村     | 八手庭村     | 山下村         | 山下村                             | 昭和30年2月1日 山元町  | 山元町                | 山元町          | 山元町 |
| 大平村       |              | 山下村         | 山下村                             | 昭和30年2月1日 山元町  | 山元町                | 山元町          | 山元町 |
| 小平村       |              | 山下村         | 山下村                             | 昭和30年2月1日 山元町  | 山元町                | 山元町          | 山元町 |
| 鷲足村       |              | 山下村         | 山下村                             | 昭和30年2月1日 山元町  | 山元町                | 山元町          | 山元町 |
| 山寺村       |              | 山下村         | 山下村                             | 昭和30年2月1日 山元町  | 山元町                | 山元町          | 山元町 |
| 浅生原村     |              | 山下村         | 山下村                             | 昭和30年2月1日 山元町  | 山元町                | 山元町          | 山元町 |
| 高瀬村       |              | 山下村         | 山下村                             | 昭和30年2月1日 山元町  | 山元町                | 山元町          | 山元町 |
| 坂元本郷     | 坂元本郷     | 坂元村         | 坂元村                             | 昭和30年2月1日 山元町  | 山元町                | 山元町          | 山元町 |
| 真庭村       |              | 坂元村         | 坂元村                             | 昭和30年2月1日 山元町  | 山元町                | 山元町          | 山元町 |

## 行政
伊具・亘理郡長
| 代 | 氏名       | 就任年月日         | 退任年月日                | 備考                |
| -- | ---------- | ------------------ | ------------------------- | ------------------- |
| 1  | 斎藤喜平治 |                    |                           |                     |
| 2  | 児玉氏精   |                    | 明治16年（1883年）        |                     |
| 3  | 武者伝二郎 | 明治16年（1883年） |                           |                     |
| 4  | 山内信実   |                    | 明治27年（1894年）3月31日 | 廃官 亘理郡長へ転任 |

亘理郡長
| 代 | 氏名         | 就任年月日                 | 退任年月日               | 備考                   |
| -- | ------------ | -------------------------- | ------------------------ | ---------------------- |
| 1  | 山内信実     | 明治27年（1894年）4月1日   |                          | 伊具・亘理郡長より転任 |
| 2  | 高岡松郎     |                            |                          |                        |
| 3  | 高橋為清     |                            |                          |                        |
| 4  | 半田卯内     | 明治34年（1901年）12月27日 | 明治41年（1908年）3月9日 |                        |
| 5  | 小倉信光     | 明治41年（1908年）3月9日   |                          |                        |
| 6  | 伊地知靖臣   |                            |                          |                        |
| 7  | 宮崎公男     |                            |                          |                        |
| 8  | 卯埜正路     |                            |                          |                        |
| 9  | 畑山四男美   |                            |                          |                        |
| 10 | 古川為二     |                            |                          |                        |
| 11 | 吉村十七夜月 |                            |                          |                        |
| 12 | 佐藤真平     |                            |                          |                        |
| 13 | 八谷サトシ   |                            |                          |                        |
| 14 | 小山喜寿     |                            |                          |                        |
| 15 | 松山左助     |                            |                          |                        |